# Orders of Magnitude
Orders of Magnitude è il settimo album in studio del gruppo musicale statunitense Information Society, pubblicato l'11 marzo 2016.

## Tracce
1. Praying To The Aliens (featuring Leila Mack) – 4:09
2. (We Don't Need This) Fascist Groove Thang – 5:10
3. Heffalumps And Woozles (featuring Ayria) – 3:03
4. State Of The Nation – 3:50
5. Dominion – 4:21
6. Kiss You All Over – 5:54
7. Beautiful World (featuring Gerald V. Casale) – 3:28
8. Capital I – 3:25
9. Don't You Want Me (featuring Vitamin C) – 4:31
10. Man In The Dark Sedan – 4:00
11. Me And My Rhythm Box – 3:04